# Cantonul Yerres
Cantonul Yerres este un canton din arondismentul Évry, departamentul Essonne, regiunea Île-de-France, Franța.

## Comune
| Comune | Populație (1999) | Cod poștal | Cod INSEE   |
| ------ | ---------------- | ---------- | ----------- |
| Crosne | 9.143 hab.       | 91560      | 91 2 36 191 |
| Yerres | 29.050 hab.      | 91330      | 91 2 36 691 |